# Mikołaj Rejchman
Mikołaj Rejchman /również jako Rajchman, Reichmann, Reichman, Reychman/ (ur. 18 grudnia 1851 w Warszawie, zm. 26 października 1918 tamże) – polski lekarz gastrolog i patolog, uznawany za jednego z twórców polskiej gastrologii.

## Życiorys

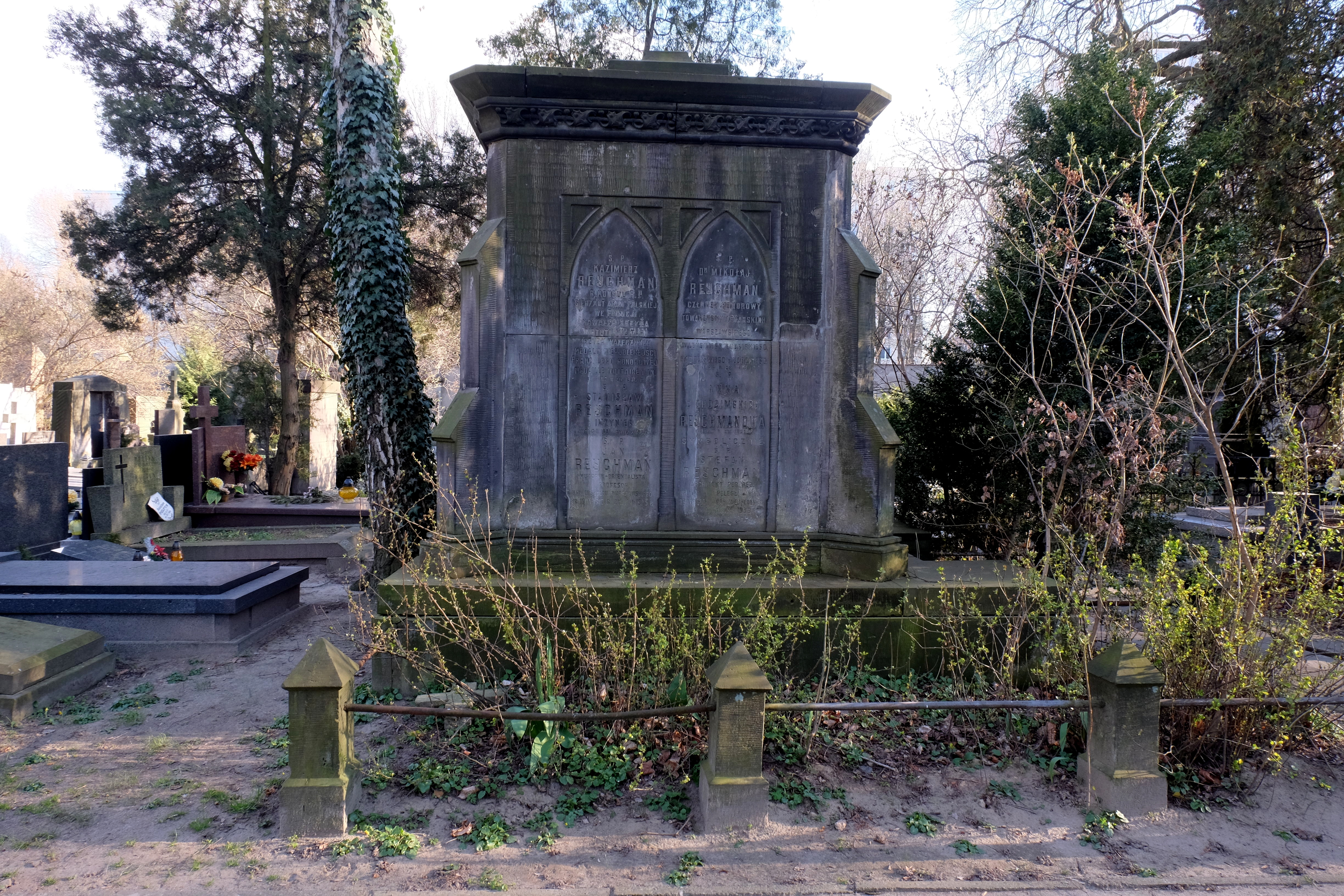
Grób Mikołaja Rejchmana na cmentarzu ewangelicko-reformowanym przy ul. Żytniej w Warszawie

Pochodził z żydowskiej rodziny wywodzącej się od kupca Samsona, który na przełomie XVIII/XIX przybył z Przedborza do Warszawy.
Po ukończeniu w 1868 III Gimnazjum Państwowego rozpoczął studia na Wydziale Lekarskim w Szkole Głównej, a następnie na Uniwersytecie Warszawskim. W 1873 otrzymał dyplom lekarza i został asystentem w Szpitalu św. Łazarza, po roku ze względów finansowych wyjechał do Irkucka, gdzie podjął pracę lekarza okręgowego, a następnie był lekarzem w szpitalu przy tamtejszym więzieniu. Zetknął się tam z polskimi zesłańcami, którym wielokrotnie pomagał finansowo. Zdobył duże doświadczenie praktyczne, toteż jako osoba poważana zasiadał w Towarzystwie Lekarzy Wschodniej Syberii. W 1879 udał się do Paryża, gdzie pogłębiał swoją wiedzę studiując anatomię patologiczna, chemię i teoretyczne nauki lekarskie. Jego zainteresowanie skupiło się na nowym kierunku, były to choroby układu pokarmowego. Do Warszawy powrócił pod koniec 1880 i rozpoczął pracę w prowadzonej przez Ignacego Baranowskiego klinice chorób wewnętrznych, w tym czasie był również ordynatorem w szpitalu św. Ducha. Równocześnie w pracowni prowadzonej przez Feliksa Nawrockiego prowadził badania nad procesem trawiennym. Po odejściu z kliniki prowadził własne ambulatorium, a pobrany materiał badał w laboratorium, które zorganizował w swoim mieszkaniu. Interesowały go głównie choroby układu pokarmowego, prowadził w języku polskim tajne wykłady z gastrologii, jego uczniami byli także pracujący w jego ambulatorium początkujący lekarze. Zainteresowania Mikołaja Rejchmana obejmowały również choroby nowotworowe, a szczególnie nowotwory przewodu pokarmowego. Przez ponad dwadzieścia lat prowadził statystyki 22 549 chorych, którzy byli leczeni w jego ambulatorium. Zainicjował powstanie w 1906 Polskiego Komitetu do Badania i Zwalczania Raka, który powstał przy Warszawskim Towarzystwie Higienicznym, był jego prezesem. Organizował prelekcje, odczyty, finansował wydawnictwa, ankiety i konkursy z nagrodami. Od 1886 był współwłaścicielem Gazety Lekarskiej.
W testamencie przeznaczył kwotę 69 tysięcy rubli na rozmaite fundusze społeczne, filantropijne i naukowe. Zmarł w wyniku choroby nowotworowej 26 października 1918, spoczywa na cmentarzu ewangelickim-reformowanym w Warszawie (kwatera T-1-1).

## Dorobek naukowy
Mikołaj Rejchman pozostawił ponad osiemdziesiąt prac naukowych oraz dwa podręczniki. Opracował i przedstawił nowatorski sposób określania siły trawiennej soku żołądkowego, którą mierzył ilością powstającego podczas trawienia peptonu, którą podawał w sposób kolometryczny. Jako pierwszy opisał nadmierne wydzielanie soku żołądkowego, które w 1887 określił jako oddzielną jednostkę chorobową, a która nazywana jest chorobą Rejchmana. Zbadał przypadek powstawania sokotoku żołądkowego, tj. powstawania soku żołądkowego u pacjentów na czczo, dzieląc poszczególne przypadki na sokotok stały i okresowy. Badając niestrawność kwaśną zalecał płukanie żołądka poprzez samodzielnie opracowane naczynie lewarowe. Dużą wagę przywiązywał do badania kału u pacjentów cierpiących na choroby jelit i żołądka. Jako drugi na świecie opisał rzadkie schorzenie nazywane Oesophagitis exfoliativa, prowadził badania nad kamicą żółciową, chorobami pęcherzyka żółciowego i dróg żółciowych. Wspólnie z Teodorem Heryngiem wynalazł urządzenie do prześwietlania żołądka, które nazwano diafanoskopem. Jako pierwszy opisał powstałe samoistnie uchyłki w dolnej części przełyku, a także na objawy typowe dla nieżytu zanikowego żołądka, które od tego czasu nazywane są zespołem Rejchmana.

## Członkostwo
- honorowy członek Towarzystwa Lekarskiego Warszawskiego (1914);
- członek honorowy Towarzystwa Lekarskiego Wileńskiego;
- członek honorowy Towarzystwa Lekarskiego Radomskiego;
- członek honorowy Towarzystwa Lekarskiego Lubelskiego;
- członek honorowy Towarzystwa Lekarskiego Łódzkiego;
- członek rzeczywisty Towarzystwa Naukowego Warszawskiego (od 1908).

## Życie prywatne
W 1877 w Tomsku poślubił Annę z Chocimskich (1860–1922), ze związku tego urodzili się:
- Eugenia (1879–1958);
- Stanisław Reychman (1881–1937), inżynier;
- Kazimierz Reychman (1882-1936), handlowiec, dyplomata;
- Wanda Justyna (1889–1956).